# Baden-Rodemachern
Baden-Rodemachern fou un marcgraviat del Sacre Imperi Romanogermànic.
Sorgí el 1536 per partició de Baden-Baden a la mort de Bernat III, corresponent a Cristòfol II, a la mort del qual es va dividir en Baden-Rodemachern i Baden-Rodenheim, corresponent la primera a Eduard Fortunat. Del 1588 al 1596 va ocupar Baden-Baden però després, del 1596 al 1622, va estar ocupat al seu torn per Baden-Durlach i llavors una part va passar a Baden-Baden, però la línia va subsistir fins a la mort del marcgravi Carles Guillem el 1666 quan va passar íntegrament a Baden-Baden.

## Marcgravis
- Cristòfol II 1536-1575
- Eduard Fortunat 1575-1596 (+1600)
- Ocupació per Baden-Durlach 1596-1622
- Herman Fortunat 1622-1664
- Carles Guillem 1664-1666